# Alexander Schimmelbusch
Alexander Schimmelbusch (* 14. September 1975 in Frankfurt am Main) ist ein deutsch-österreichischer Schriftsteller und Journalist.

## Leben
Schimmelbusch wuchs in Frankfurt auf, als Sohn des Industriemanagers Heinz Schimmelbusch und dessen Frau Maria, geborener Kultschytzky (1946–2004). In mütterlicher Linie ist er direkter Nachkomme von Georg Franz Kolschitzky, der 1683 das erste Kaffeehaus in Wien eröffnete.
In seinem vierten Lebensjahr zog Schimmelbusch mit seinen Eltern nach New York, wo er später die St. David’s School besuchte. Sein Abitur machte er am Frankfurter Lessing-Gymnasium, zog dann nach Washington, D.C., um an der Georgetown University zu studieren und arbeitete im Anschluss fünf Jahre lang in der Londoner Finanzbranche, u. a. als Berater für Fusionen und Übernahmen bei Credit Suisse First Boston in London. Das Pandemiejahr 2020/21 verbrachte er in der Deutschen Akademie Rom Villa Massimo in Rom. Mit seiner Frau und zwei Töchtern lebt er heute in Berlin-Wilmersdorf.
2005 erschien der Roman Im Sinkflug im Wiener Luftschacht Verlag. Das Buch erzählt eine Reise von New York nach Kalifornien und beschäftigt sich mit dem beginnenden Niedergang des Westens nach dem 11. September.
2009 folgte Blut im Wasser im Verlag Blumenbar. Das Buch gewann den 2009 erstmals vergebenen Hotlist-Preis.
2014 erschien Die Murau Identität bei Metrolit, einem Imprint des Berliner Aufbau Verlages, das Thomas Bernhard gewidmet ist.
2018 erschien der Bestseller Hochdeutschland bei Tropen, einem Imprint von Klett-Cotta. Das Buch erzählt vom Investmentbanker Victor, der eine populistische Bewegung gründet, „um das deutsche Volk zu einen“ und in Deutschland die Macht zu übernehmen. Der Roman wurde von den Münchner Kammerspielen als Theaterstück adaptiert.

## Werke
- Im Sinkflug. Roman. Luftschacht, Wien, 2005, ISBN 978-3-902373-14-4
- Blut im Wasser. Roman. Blumenbar, München, 2009, ISBN 978-3-936738-58-2
- Die Murau-Identität. Roman. Metrolit Verlag, Berlin, 2014, ISBN 978-3-8493-0338-9
- Hochdeutschland. Roman. Tropen Verlag, Stuttgart, 2018, ISBN 978-3-608-50380-7
- Karma. Roman. Rowohlt Verlag, Hamburg, 2024, ISBN 978-3-498-00127-8